# 内皮尔监狱

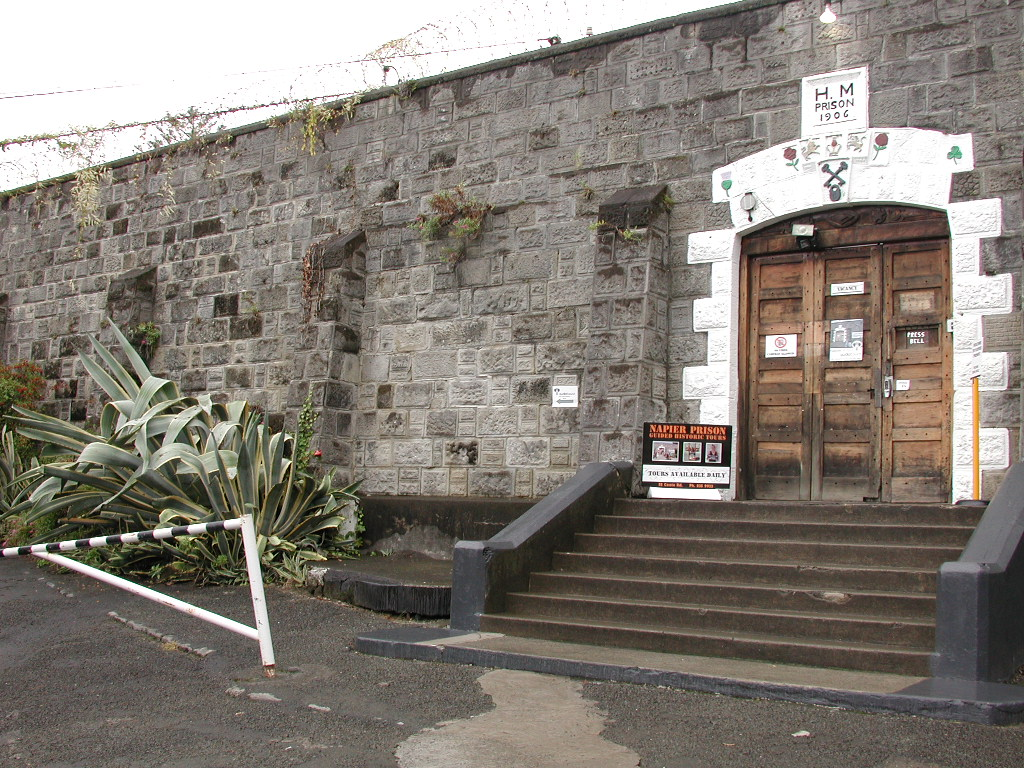
监狱入口

内皮尔监狱（英語：Napier Prison）位于新西兰北岛城市内皮尔，是新西兰最古老的监狱。

## 历史
内皮尔监狱始建于1862，直到1993年正式停用。

## 旅游景点
2002年开始，内皮尔监狱重新开放给游客